# 해와 달 (영화)
해와 달은 (2012년) 개봉된 대한민국의 영화이다.

## 주연
- 김현수 : 선이 역
- 노강민 : 문이 역

## 조연
- 노현희 : 원장 역
- 이동규 : 남동생 역
- 이채경 : 누나(귀신) 역
- 엄태구 : 택배 / 괴한 1 역

## 단역
- 이규호 : 괴한 2 역
- 정우식 : 괴한 3 / 해고노동자 역
- 주유랑 : 대주주 / TV 애니메이션 성우 역
- 강현욱 : 석이 역
- 태인호 : 해고노동자 역
- 이양석 : 해고노동자 역
- 함시훈 : 해고노동자 역
- 김우석 : 해고노동자 역

## 우정출연
- 김태우 : 기동대장 역
- 유지태 : 내레이션 역
- 라미란 : 대표 역
- 박수영 : 이사 역
- 김보경 : 선이엄마 (목소리) 역

## 특별출연
- 정연필 : 버스기사 역